# Helvi Sipiläová
Helvi Linnea Aleksandra Sipiläová (rozená Maukolaová; 5. května 1915 Helsinky, Finské velkoknížectví – 15. května 2009 Helsinky, Finsko) byla finská diplomatka, právnička a politička. Byla známou obhájkyní ženských práv a první ženskou zástupkyní generálního tajemníka OSN. V roce 1972, kdy byla Sipiläová jmenována, byla valná většina (97 %) osob ve vedení OSN muži. Sipiläová byla ve vedoucích pozicích i v jiných mezinárodních organizacích, například ve Světové asociaci skautek, Mezinárodní federaci právniček, organizaci Zonta international, či v Mezinárodní radě žen.
Její rodina pocházela z města Kärkölä. V roce 1933 začala studovat práva na univerzitě. Po studiích si v roce 1943 otevřela vlastní advokátní kancelář, kterou provozovala až do roku 1972, kdy se stala zástupkyní generálního tajemníka OSN. Kvůli práci se přestěhovala nejdříve do New Yorku, později do Vídně. Již předtím zastupovala Finsko v 60. a 70. letech v Komisi OSN pro postavení žen, kde působila jako místopředsedkyně a později předsedkyně. Jako zástupkyně generálního tajemníka OSN, až do konce svého působení ve funkci v roce 1980, měla na starost otázky žen, sociální rozvoj a prevenci kriminality a vedla Centrum pro sociální rozvoj a humanitární záležitosti (CSDHA). V roce 1975 působila jako generální tajemnice první světové konference o ženách Ciudad de México. Měla také velký vliv na rozhodnutí OSN slavit Dekádu žen mezi lety 1975 a 1985, kdy se OSN zaměřilo na záležitosti a problémy, které se dotýkají žen, a také na založení Rozvojového fondu OSN pro ženy (UNIFEM) v roce 1976.
V roce 1982 se stala první ženou, která ve Finsku kandidovala na prezidentku za Liberální stranu lidu, která tím chtěla získat hlasy především od voliček, a obdržela 1,8 % hlasů. Představa ženy jako prezidentky byla Finsku stále příliš vzdálená.
V roce 1977 obdržela finský Řád bílé růže a jako jedna z prvních žen Řád finského lva. Je držitelkou dvanácti čestných doktorátů a v roce 2001 se stala druhou ženou ve funkci ministryně ve Finsku.
S manželem, soudcem jménem Sauli Sipilä, měla čtyři děti, její syn Jorma Sipilä je bývalým rektorem Univerzity v Tampere.